# Aurela Gaçe
Aurela Gaçe, även känd under initialerna AG, född 16 oktober 1974 i Llakatundi i Vlorë prefektur, är en albansk sångerska. Gaçe är en av Albaniens mest framstående sångerskor och har vunnit Festivali i Këngës vid tre tillfällen. Hon har även utsetts till Albaniens bästa sångerska vid Balkan Music Awards. 2013–2014 var Gaçe en av jurymedlemmarna i TV-programmet The Voice of Albania.
1999 vann hon Festivali i Këngës för första gången med låten "S’jam tribu". I december 2001 vann hon tävlingen igen, denna gång med låten "Jetoj", skriven av Adrian Hila och Jorgo Papingji. Hon slutade även tvåa i samma tävling 1997 med låten "Fati ynë shpresë dhe marrëzi", som sedermera nådde stor framgång.
Efter framgångarna i Festivali i Këngës flyttade hon 2002 till New York i USA. Fem år senare flyttade Gaçe tillbaka till Albanien och återvände till den albanska musikscenen genom att delta i och vinna Kënga Magjike 9 med låten "Hape veten". Efter sin seger i Festivali i Këngës 49 år 2010 med låten "Kënga ime" har Gaçe näst flest segrar i Festivali i Këngës historia. Enbart den legendariska albanska sångerskan Vaçe Zela har, genom sina 10 stycken, fler segrar än Gaçe.
2011 deltog Gaçe i Eurovision Song Contest med låten "Feel the Passion" med vilken hon slutade på en fjortonde plats i semifinalen vilket inte räckte till en finalplats. I december 2014 vann hon för andra gången Kënga Magjike då hon med Young Zerka vann med låten "Pa kontroll". Året därpå stod hon för andra året i rad som segrare av tävlingen med sitt bidrag "Akoma jo".

## Liv och karriär

### Barndom och tidiga år (1974–1993)

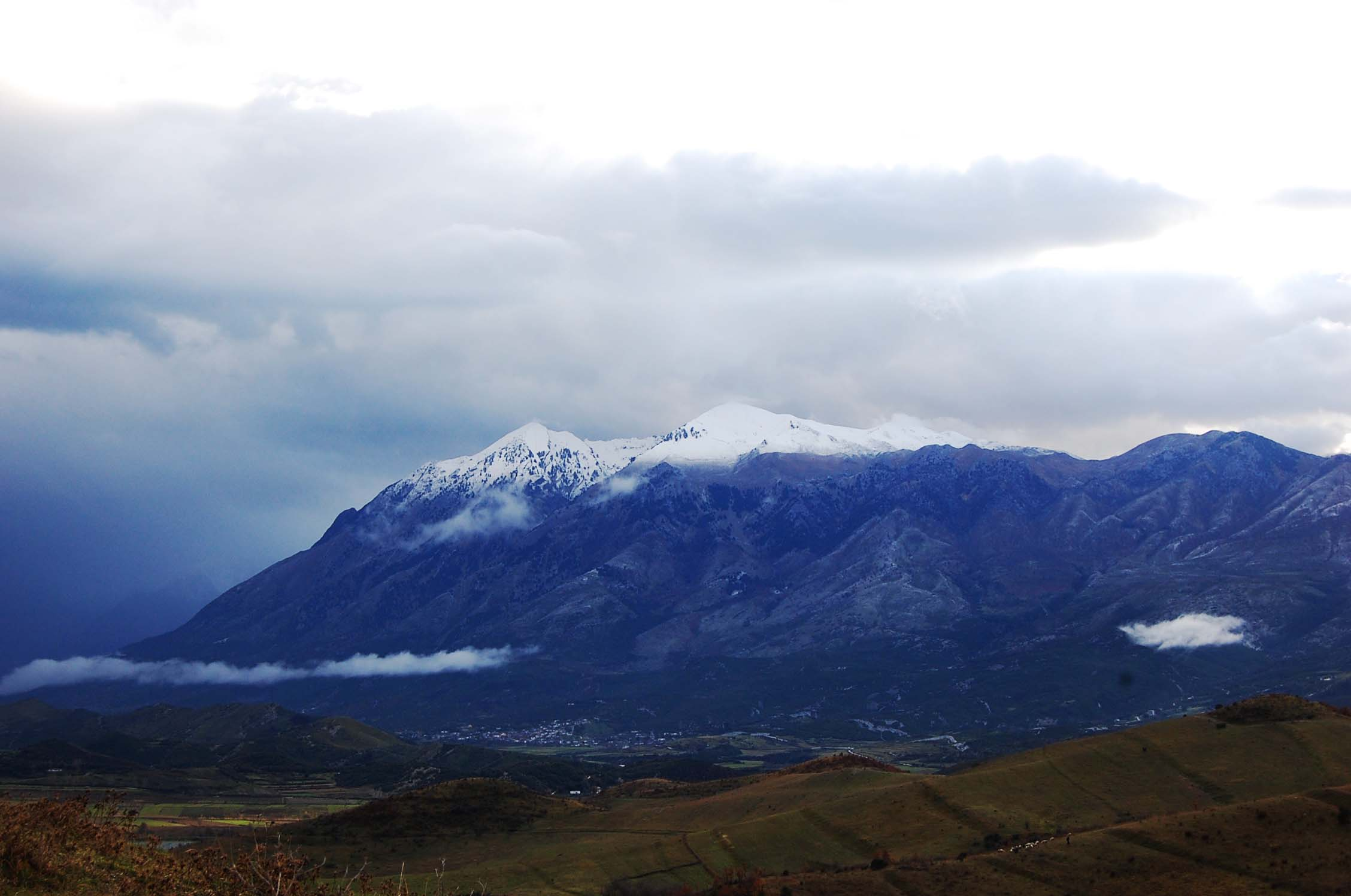
Aurela Gaçes födelseby, den sydalbanska byn Llakatundi, som ligger i Shushicëdalen.

Aurela Gaçe föddes den 16 oktober 1974 i den sydalbanska byn Llakatundi, strax norr om hamnstaden Vlora. Redan i ung ålder började Gaçe sjunga och när hon var fyra år gammal började hon delta i olika musiktävlingar för barn. Sedan dess har hon deltagit i många populära musiktävlingar i Albanien. 1983, vid nio års ålder, deltog hon i Festivalin Kombëtar të Fëmijeve (nationella barnfestivalen) i Shkodra med låten "Do të bëhem makinist".

### Genombrottet (1993–2002)
1993, när Gaçe var 19 år gammal, deltog hon i den största musikfestivalen i Albanien, Festivali i Këngës (sångfestivalen), för första gången med låten "Pegaso". 1994 deltog hon i Festivali i Pranvëres (vårfestivalen) och vann tävlingen med låten "Nuk mjafton". I Festivali i Këngës 1995 deltog hon med balladen "Nata". Året därpå hette hennes bidrag i tävlingen "Me jetën dashuruar" och hon kom på tredje plats, slagen av Elsa Lila och Mira Konçi. 1997 släppte hon låten "Pranvera e vonuar", som hon även framförde i en duett tillsammans med rocksångaren Aleksandër Gjoka.
Hennes låt i Festivali i Këngës 1997 hette "Fati ynë shpresë dhe marrëzi" och med låten slutade hon på andra plats i tävlingen efter Elsa Lila, som framförde låten "Larg urrejtjes". 1998 släppte Gaçe sitt första album, med titeln Oh nënë. Albumet består av folkmusik och främst av musik präglad av hennes hemvist, Vloraprefekturen, såsom "Potpuri vlonjate" (vilket kan översättas till "Vlora-potpurri"). Samma år släppte hon även samlingsalbumet The Best, där hennes tidigare bidrag till Festivali i Këngës finns samlade. 1998 slutade hon även trea i Festivali i Këngës med balladen "E pafajshme jam", skriven av Ilirjan Zhupa och komponerad av Adrian Hila. I 1999 års upplaga av Festivali i Këngës (Festivali i Këngës 38) ställde Gaçe upp med låten "S’jam tribu". Vid finalen av tävlingen fick hon flest poäng av alla och vann tävlingen för första gången. Året därpå tog hon examen i drama vid Akademia e Arteve (konstakademien) i Tirana. 2001 lyckades hon återigen vinna Festivali i Këngës, denna gång vann hon Festivali i Këngës 40 med låten "Jetoj". Samma år släppte hon sitt tredje och sitt fjärde studioalbum som fick titlarna Tundu bejke respektive Superxhiro. Låtarna på dem består främst av popmusik blandad med folkmusik, så kallad folkpop.

### Flytten till USA (2002–2006)
Efter framgångarna i Albanien flyttade hon till USA tillsammans med sin yngre syster Blerta Gaçe. I USA framträdde hon på klubbar bland den albanska minoriteten och blev mycket populär bland den albanskättade befolkningen. Gaçe bodde i New York, där en stor del av den albanska minoriteten i USA är bosatt med flera kända albaner såsom Anita Bitri och Bleona Qereti.
2004 uppträdde Gaçe med USA:s nationalsång, "The Star-Spangled Banner", inför Bill Clinton. I USA anordnade den albanska fotografen Fadil Berisha konserter där Gaçe framförde låtar av kända albanska sångare som Vaçe Zela och Nexhmije Pagarusha.

### Comeback i Albanien (2006–2010)

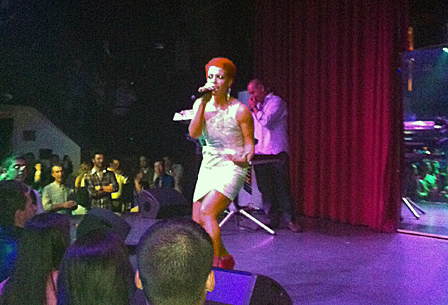
Gaçe vid en konsert i Zürich den 1 oktober 2010.

Efter fem år i USA återkom Gaçe till den albanska scenen 2006 när hon gjorde ett gästframträdande med låten "Fati ynë shpresë dhe marrëzi" vid finalen av Festivali i Këngës 45. Året därpå, 2007, ställde hon upp i Kënga Magjike 9 med låten "Hape veten". Vid finalen den 25 november 2007 fick hon 529 poäng, vilket räckte till segern då hon fick 126 poäng fler än tvåan, Flori Mumajesi (tillsammans med Soni Malaj). 2008 släppte hon sitt första studioalbum på sju år, Mu thanë sytë. På albumet finns bland annat låtarna "Hape veten" från Kënga Magjike 9, "Fati ynë shpresë dhe marrëzi" från Festivali i Këngës 1997 och "Jehonë" som hon gjorde tillsammans med hiphopgruppen West Side Family. 2008 släppte Gaçe även singeln "Bosh" och musikvideon till låten, producerad av Supersonic Productions, kom samma år. 2008 ställde West Side Family upp i Festivali i Këngës 47 med låten "Jehonë". I semifinalen av tävlingen framträdde Gaçe i en duett tillsammans med gruppen som sedermera blev populär. Med låten slutade gruppen i finalen trea i tävlingen, slagen med 8 poäng av Kejsi Tola som fick delta i Eurovision Song Contest 2009 med "Carry Me in Your Dreams". Efter tävlingen var Gaçe med i gruppens officiella musikvideo till låten.
Under sommaren 2010 släppte hon, tillsammans med den albanska rapparen Dr. Flori (från West Side Family) och Marsel (Marseli Selites) en ny singel, "Origjinale". Låten blev snabbt en stor hit i Albanien, där exempelvis musikvideon på Youtube under en kort tid fick miljontals visningar. Videon blev samma år utsedd till årets bästa i Albanien och låten blev den mest klickade albanska låten någonsin på Youtube. Året efter att låten släpptes representerade den Albanien i den nyskapade musikgalan Balkan Music Awards som hölls i Sofia i Bulgarien. I kampen om huvudpriset, årets bästa låt på Balkan, stod det mellan "Origjinale", Innas "Sun is Up" för Rumänien och Alisas låt "Tvoja totalno" för Bulgarien. Efter omröstningen stod Gaçe och "Origjinale" som segrare efter att ha fått 92 poäng, 2 mer än tvåan Inna. Låten blev även utsedd till Albaniens bästa låt 2010.

### Eurovision Song Contest (2011)

#### Festivali i Këngës 49
2010 återkom Gaçe till Festivali i Këngës 49, tävlingen som hon vunnit två gånger tidigare. Hon deltog med låten "Kënga ime", komponerad av Shpëtim Saraçi och skriven av Sokol Marsi. Gaçe deltog i den andra semifinalen den 24 december 2010. Från semifinalen tog hon sig vidare till finalen som hölls den 25 december 2010. I finalen fick Gaçe startnummer åtta av arton bidrag och hon uppträdde efter Enkelejda Arifi och före Maria Prifti. När juryn avlade sina röster stod det klart att Gaçe vunnit tävlingen efter att ha fått fem av sex möjliga tolvpoängare, vilket gav henne 82 poäng. Tvåa slutade Alban Skënderaj och Miriam Cani med "Ende ka shpresë" på 66 poäng och trea slutade Sajmir Braho med "Shtegëtar i jetës time" på 48 poäng. Gaçe kom därmed att representera Albanien vid Eurovision Song Contest 2011 i Düsseldorf i Tyskland. Utöver att Gaçe fick representera Albanien vid Eurovision Song Contest innebar segern även att hon nu vunnit Festivali i Këngës tre gånger. Endast Vaçe Zela har vunnit tävlingen fler gånger med sina 10 förstaplatser.

#### Språkbyte
Den 30 januari 2011 meddelade Gaçe på sin officiella webbplats att låten skulle komma att framföras på engelska vid tävlingen i Düsseldorf. Låten framfördes på engelska under titeln "Feel the Passion" med engelsk text av June Tailor Myftaraj. Låten anpassades till tävlingen och gjordes om för att bli en mer rockinriktad låt men med vissa etnoinslag i orkestreringen. Den sista versen i låten bibehölls dock på albanska. Vid inspelningen av den engelska versionen av låten tog Gaçe hjälp av bland annat personal som arbetat tillsammans med stjärnor såsom Michael Jackson. Låten spelades även in på Capitol Records i Los Angeles. Albanien kom även att, likt året dessförinnan, ha med tre amerikanska bakgrundssångare vid tävlingen: Lamont Van Hook, Monet och Beverly. Den 13 mars 2011 presenterades den officiella videon med den nya engelska versionen för allmänheten i TV-programmet Historia nis këtu på TVSH. Videon regisserades av Albert Malltezi och kläderna i videon designades av Mirela Nurçe.

#### Vid tävlingen

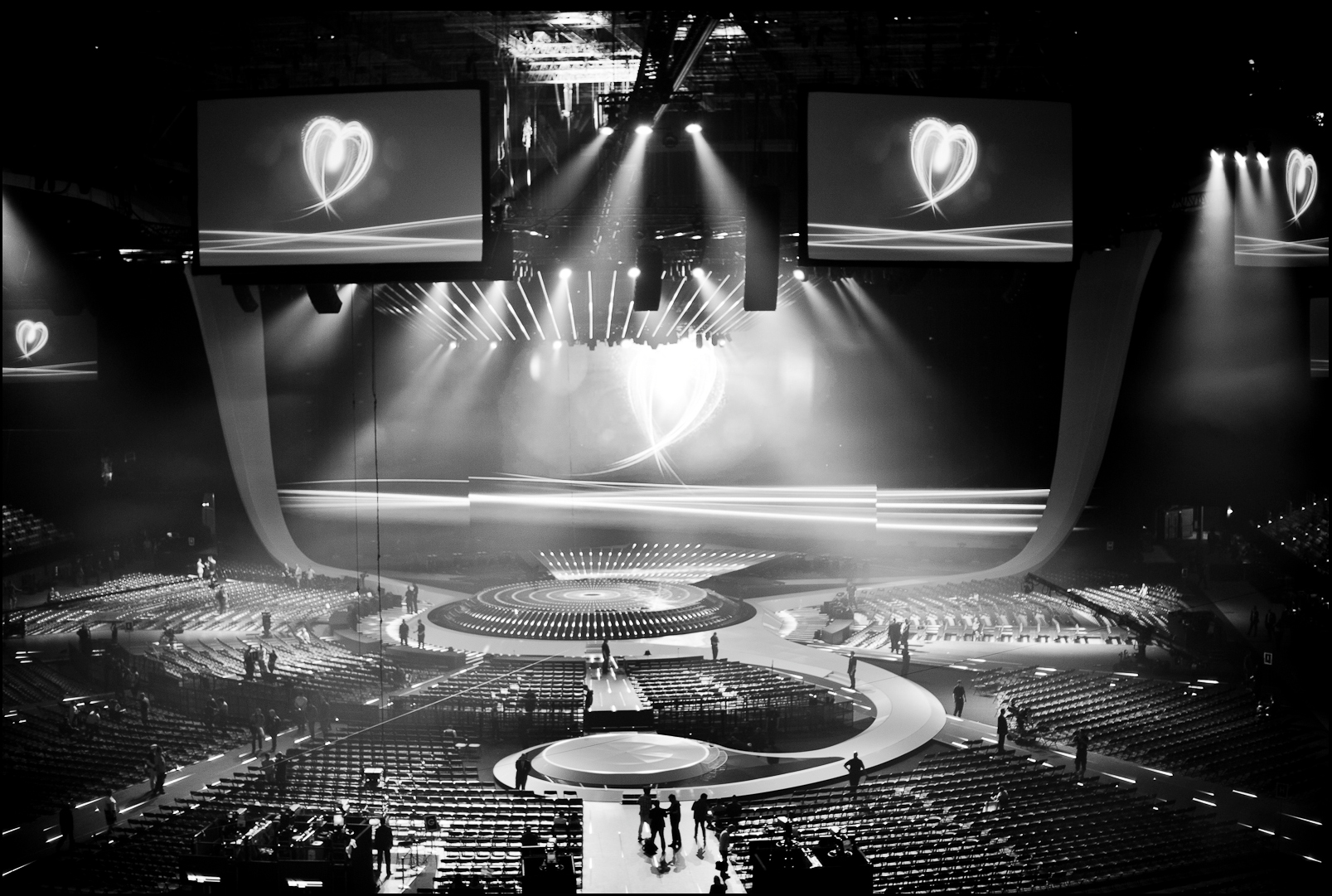
Scenen vid Eurovision Song Contest 2011 i Esprit Arena i Düsseldorf.

Inför tävlingen reste Gaçe till flera olika europeiska länder för att marknadsföra sin låt. Turnén sträckte sig från Turkiet, Grekland, Vitryssland, Ukraina till Azerbajdzjan. Hon framträdde även vid den populära inför-Eurovision-konserten Eurovision in Concert i Amsterdam. Repetitionerna inför tävlingen inleddes i Düsseldorf den 1 maj 2011. Vid en intervju i Düsseldorf svarade Gaçe på frågan om hur stor scenen var att "ju större scen, desto bättre". Hon sade även att "jag lever för scenen".
Aurela Gaçe kom att tävla i den första semifinalen den 10 maj 2011. Den 15 mars hölls dragningen som avgjorde startordningen och resultatet av den blev att Gaçe kom att sjunga som tredje artist av 19 i den första semifinalen. När resultaten redovisades hade Aurela Gaçe och Albanien inte gått vidare till finalen, då hon fått 47 poäng vilket räckte till en fjortonde plats. Efter att Gaçe åkt ur tävlingen talade hon ut om sin besvikelse i albanska medier. Där nämnde hon att hon var chockad över resultatet och  att hon själv tyckte att framträdandet kändes bra.
| ”                       | Jag fick ett ganska bra mottagande från publiken och framträdandet var bra, även om jag är förvånad. Framträdandet kändes bra. Jag tror inte att det var fel på låten. Jag vet inte vad som var det. | „ |
| – Aurela Gaçe, Panorama | |   |

I semifinalen fick Gaçe poäng från sju av nitton länder. Som bäst fick hon maximala 12 poäng av Grekland. Röstningssystemet i semifinalen såväl som finalen gick ut på hälften juryröster och hälften telefonröster. Gaçe tog sig inte in på topp 10 vare sig bland juryrösterna eller tittarrösterna, då hon av juryn fick 61 poäng (11:e plats) och av tittarna fick 42 poäng (13:e plats), vilket sammanlagt ledde till en 14:e plats (dock på samma poäng som Turkiet).
| Poänggivande land | Azerbajdzjan | Grekland | Kroatien | Portugal | San Marino | Schweiz | Turkiet | TOT | PLA |
| Mottagna poäng    | 2            | 12       | 7        | 4        | 8          | 6       | 8       | 47  | 14  |

Strax efter Eurovision släppte Gaçe en ny singel tillsammans med rapparen Mc Kresha, "CA$H". Låten skulle egentligen ha släppts tidigare under året, men på grund av Gaçes medverkan i Eurovision sköts den upp. Den skrevs av de båda sångarna tillsammans med Dr. Flori samt komponerades av den makedoniske kompositören Darko Dimitrov.

### Paraprakisht(2012–2013)
I februari 2012 släppte Gaçe en ny singel, "Tranzit", tillsammans med en tillhörande musikvideo. Singeln hade genomarbetats i två år medan musikvideon spelades in i Tirana hösten 2011, endast några veckor innan hon födde sin första dotter. I samband med att hon släppte singeln meddelade Gaçe att hon skulle släppa ett nytt album under året. Låten är enligt Gaçe tillägnad hennes första dotter, Grace, som föddes i november 2011. I juni 2012 släppte Gaçe låten "Boom Boom Boom", med tillhörande musikvideo. Låten är gjord av Dr. Flori och Edlir Begolli medan låtens musikvideo producerades av Max Production. Hon var även i juni med som kändisgäst vid X Factor Albania där hon framförde låten "Boom Boom Boom". Aurela var själv med i diskussionerna om att bli ny medlem i juryn till hösten säsong 2012. När programmets andra säsong drog igång var det dock med Tuna och Soni Malaj som nya jurymedlemmar.
Den 20 juli 2012 släppte Gaçe sitt första album på fyra år som fick titeln Paraprakisht. I samband med att albumet släpptes släpptes även singeln "Ja ke nge", som finns med som en låt på albumet. På albumet fanns även låtarna "Origjinale", "CA$H", "Tranzit" och "Feel the Passion (remix)".

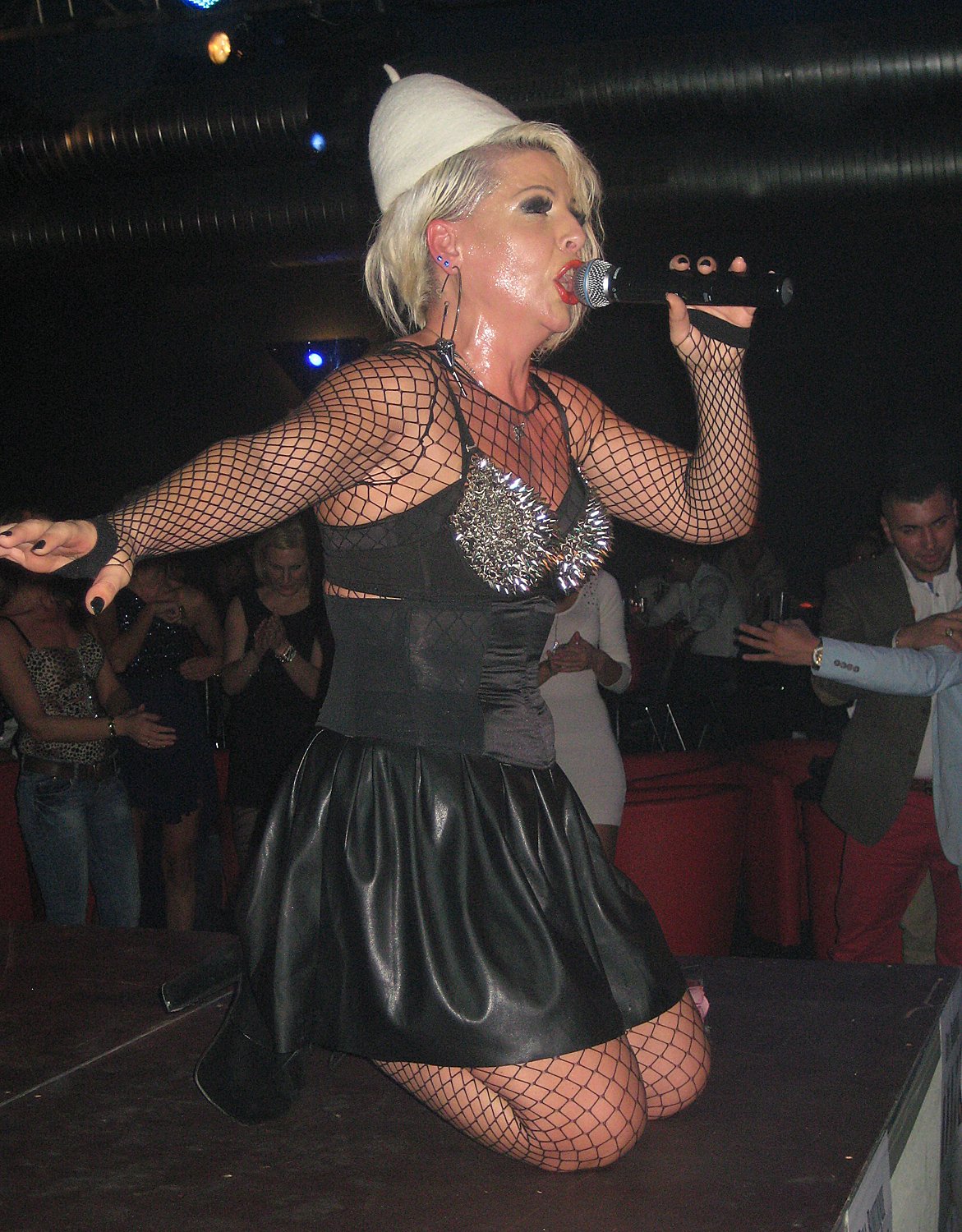
Gaçe vid en konsert i Zürich den 3 november 2012.

 Den 1 augusti 2012 släpptes albumet även på internet genom Itunes. Flera kända låtskrivare har medverkat i låtarna på albumet, däribland Rozana Radi, som skrivit text till "Ja ke nge" och "Shpirt i shpirtit tim", samt Dr. Flori, som skrivit tre av låtarna på albumet.
Den 21 oktober 2012 gjorde Gaçe ett gästframträdande i den populära komediserien Apartamenti 2XL på Vizion Plus och i november framträdde hon, tillsammans med bland andra Vesa Luma och Ledina Çelo, vid Miss dhe Mister Unversi shqiptar (miss och mister universum Albanien) som hölls i Zürich i Schweiz. I november 2012, dagarna fram till 100-årsjubileet av Albaniens självständighet den 28 november, gjorde hon en mindre konsertturné med konserter i Connecticut och Chicago i USA, Florens i Italien samt i Pristina i Kosovo. Sedan slutet av 2012 började Gaçe framträda på sin sambos klubb i Tirana, Crazy Calvin, där hon framträdde med bland andra Endri och Stefi Prifti. 2013 spelade hon för USA:s ambassadör Alexander Arvizu.
I april 2013 släppte Gaçe en musikvideo till låten "Shpirt i shpirtit tim" som var en av låtarna från albumet Paraprakisht. Låten är en ballad skriven av Rozana Radi med musik av Adrian Hila. Musikvideon till låten producerades av Max Production Albania. I augusti släppte hon låten "Dua" som skrevs av Gaçe själv tillsammans med Adrian Hila.
Under sommaren 2013 utsågs Gaçe till en av huvudcoacherna i den albanska talangjakten The Voice of Albania på Top Channel då hon ersatte Miriam Cani. Gaçe medverkade dock bara i programmet under en kort period, då hon efter sin debutsäsong meddelade att hon slutade som coach i programmet. Enligt Gaçe hoppade hon av uppdraget för att hon inte ville såra de deltagande artisternas känslor.

### Fortsatt karriär i Albanien (2014– )
I juli 2014 släppte hon musikvideon till låten "Merrëm sonte" som skrevs av Nexhip Sera med musik av Adrian Hila. I december gjorde hon comeback i Kënga Magjike då hon deltog tillsammans med Young Zerka. De deltog med låten "Pa kontroll" som både skrevs och komponerades av Adrian Hila. De framträdde som sista akt i den andra semifinalen från vilken de tog sig till finalen. I finalen fick de 921 poäng av de andra deltagarna vilket räckte till seger före Vedat Ademi på andra plats med 845 poäng och Rosela Gjylbegu på tredje med 821 poäng. De tilldelades även priset för bästa hitlåt i tävlingen. Detta blev Gaçes andra seger i tävlingen, vilket innebär att hon tillsammans med Irma Libohova är de enda som vunnit tävlingen mer än en gång.
I juli 2015 släppte hon en hyllningslåt till sin avlidne vän Dr Flori med titeln "Baba në k'të skenë" ("pappa på den här scenen"). Låten var ursprungligen framförd av Dr Flori men i denna version sjöng även Gaçe.
För andra året i rad ställde Gaçe upp i Kënga Magjike år 2015 då hon deltog med balladen "Akoma jo". Låtens upphovsman är Adrian Hila som även skrev "Pa kontroll" året innan. Hon tog sig till tävlingens final där hon av de andra deltagarna röstades fram till tävlingens vinnare. Hon tilldelades även priset för tävlingens bästa framträdande. 2016 släppte hon låten "Nënë e imja nënë" av Adrian Hila med musikvideo och 2017 släppte hon musikvideon "S'mundem" som likt hennes senaste låtar även den producerats av Adrian Hila. Videon spelades in i Makedonien.

## Privatliv

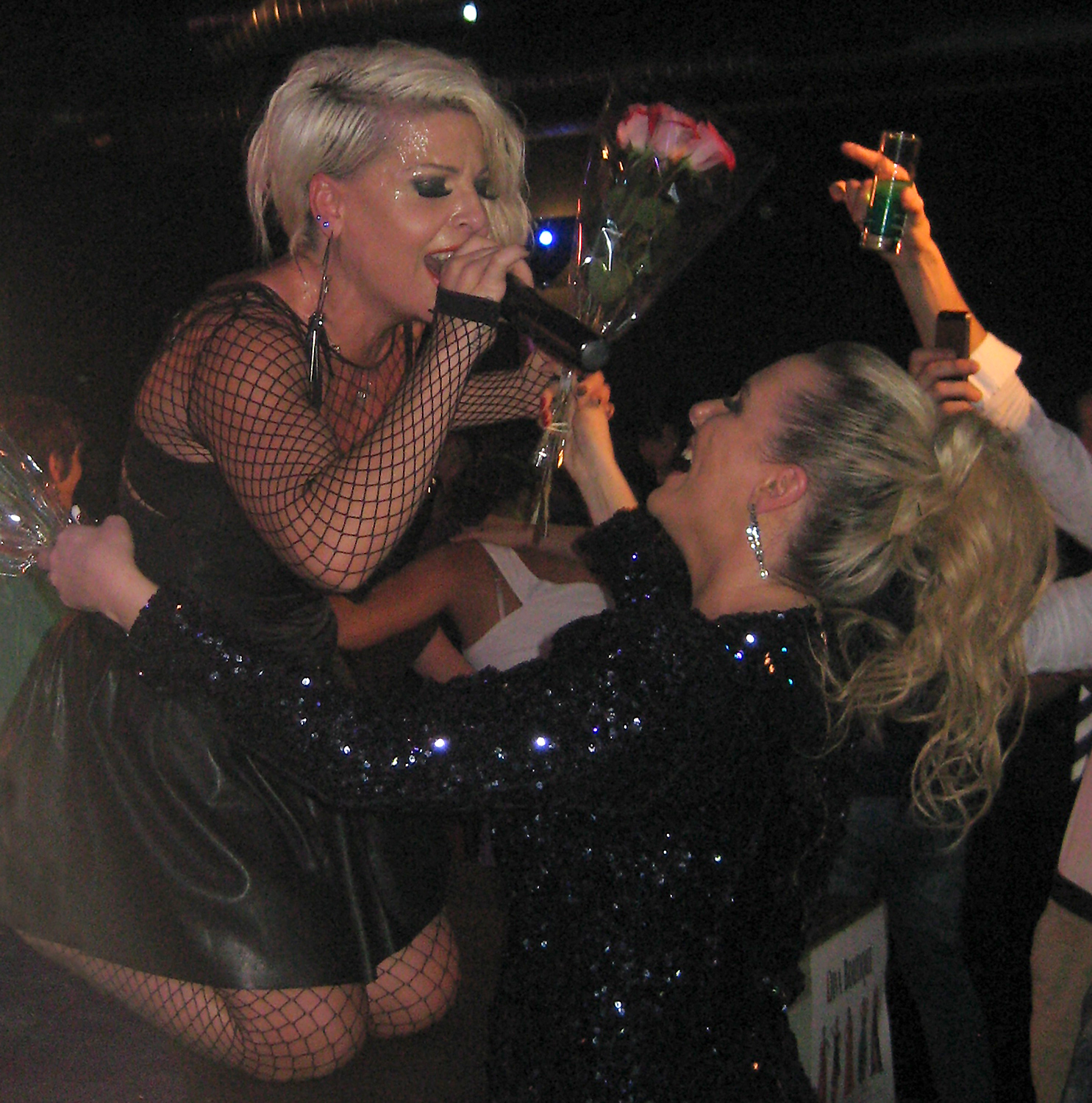
Gaçe och Vesa Luma vid en konsert i Zürich den 3 november 2012.

Innan Gaçe åkte till Eurovision Song Contest 2011 i Düsseldorf berättade hon för albanska medier att hon hade träffat en partner, Skerdi Gjonaj. I samband med att Gaçe inte lyckats ta sig vidare från sin semifinal i Eurovision Song Contest 2011 meddelade hon att hon väntade sitt första barn med honom. Detta skedde på internetmediet Facebook, där hennes fansida vid tidpunkten hade närmare 60 000 medlemmar. Hon visade också upp sin graviditet genom att låta sig fotograferas för förstasidan på tidskriften Jeta. I november 2011 födde hon sitt första barn, en dotter som fick namnet Grace (alternativt Grejs på albanska). Gaçe valde namnet efter sin tid i USA, där hon kallade sig själv för Aurela Grace eftersom man i engelskan inte använder sig av den albanska bokstaven "ç".
Den 20 september 2013 ingick hon äktenskap med Gjonaj som då även var hennes manager. Bland de 300 gästerna fanns albanska musiker och celebriteter som Ardit Gjebrea, Eli Fara, Vera Grabocka och Elton Deda.
I oktober 2012 gick Gaçe ut i media och kritiserade sociala medier, främst Youtube, för att artister kan köpa sig fler visningar och på så vis verka mer populära än i verkligheten. Enligt Gaçe finns det flera artister som betalar pengar för att se sina videoklipp få tusentals visningar. Efter Facebook-inlägget, där hon kritiserade sina kolleger, hölls en debatt på TV-kanalen TV Klan där Gaçe deltog tillsammans med bland andra Pirro Çako, Ardit Gjebrea, Vesa Luma och Xhensila Myrtezaj.
Efter sin återflyttning till Albanien har Gaçe även använt sig av sina initialer AG som artistnamn. Hon har en yngre syster, Blerta Gaçe, som är dansare och sångerska. Systrarna till New York 2002, där systern Blerta Gaçe fortfarande bor. I november 2011 släppte hon sin debutsingel med titeln "Je ti", till vilken en musikvideo släpptes den 15 augusti 2012. I november 2012 deltog hennes syster i samma tävling som hon vann 2007, Kënga Magjike, med låten "Sky Is the Limit". I finalen fick hon 299 poäng, vilket räckte till en tjugonde plats. Hon tilldelades även priset för bästa framträdande.
I december 2016 födde hon sin andra dotter som fick namnet Abigail Isabelle.

## Diskografi
| Studioalbum - 1998 – Oh nënë - 1998 – The Best - 2001 – Tundu bejke - 2001 – Superxhiro - 2008 – Mu thanë sytë - 2012 – Paraprakisht | Singlar - 1993 – "Pegaso" - 1994 – "Nuk mjafton" - 1995 – "Nata" - 1996 – "Me jetën dashuruar" - 1997 – "Pranvera e vonuar" - 1997 – "Fati ynë shpresë dhe marrëzi" - 1998 – "E pafajshme jam" - 1999 – "S’jam tribu" - 2000 – "Cimica" - 2001 – "Jetoj" - 2007 – "Hape veten" - 2008 – "Bosh" - 2009 – "Mu thanë sytë" - 2009 – "Jehonë" (med West Side Family) - 2010 – "Origjinale" (med Dr. Flori och Marsel) - 2010 – "Kënga ime" | - 2011 – "Feel the Passion" (Eurovision Song Contest-bidrag) - 2011 – "CA$H" (med Mc Kresha) - 2012 – "Tranzit" - 2012 – "Boom Boom Boom" - 2012 – "Ja ke nge" - 2013 – "Shpirt i shpirtit tim" - 2013 – "Dua" - 2014 – "Merrëm sonte" - 2014 – "Pa kontroll" (med Young Zerka) - 2015 – "Baba në k'të skenë" (med Dr. Flori) - 2015 – "Akoma jo" - 2016 – "Nënë e imja nënë" - 2017 – "S'mundem" - 2017 – "Fustani" - 2017 – "S'nuk" (med Fifi) |

## Utmärkelser
- 1994 – Vinnare av Festivali i Pranverës med låten "Nuk mjafton"
- 1996 – Tredje plats i Festivali i Këngës med låten "Me jetën dashuruar"
- 1997 – Andraplats i Festivali i Kënges med låten "Fati ynë shpresë dhe marrëzi"
- 1998 – Andraplats vid Eurofest i Skopje
- 1999 – Vinnare av Festivali i Kënges med låten "S’jam tribu"
- 2001 – Vinnare av Festivali i Kënges med låten "Jetoj"
- 2007 – Vinnare av Kënga Magjike 2007 med låten "Hape veten"
- 2010 – Vinnare av Festivali i Këngës 49 med låten "Kënga ime"
- 2014 – Vinnare av Kënga Magjike 2014 med låten "Pa kontroll"
- 2015 – Vinnare av Kënga Magjike 2015 med låten "Akoma jo"

### Priser och nomineringar
| År   | Verk                 | Tävling               | Kategori                | Resultat |
| ---- | -------------------- | --------------------- | ----------------------- | -------- |
| 1996 | "Me jetën dashuruar" | Festivali i Këngës 35 | Bästa framträdande      | Vinst    |
| 1998 |                      | Eurofest Skopje       | Bästa framträdande      | Vinst    |
| 1999 | "S’jam tribu"        | Festivali i Këngës 38 | Bästa framträdande      | Vinst    |
| 2001 | "Jetoj"              | Festivali i Këngës 40 | Bästa framträdande      | Vinst    |
| 2007 | "Hape veten"         | Kënga Magjike 9       | Bästa framträdande      | Vinst    |
| 2010 | "Kënga ime"          | Festivali i Këngës 49 | Bästa framträdande      | Vinst    |
| 2011 | "Origjinale"         | Balkan Music Awards   | Årets låt på Balkan     | Vinst    |
| 2011 | "Origjinale"         | Balkan Music Awards   | Årets låt från Albanien | Vinst    |
| 2014 | "Pa kontroll"        | Kënga Magjike 2014    | Bästa hitlåt            | Vinst    |
| 2015 | "Akoma jo"           | Kënga Magjike 2015    | Bästa framträdande      | Vinst    |